# Liste der Herrscher namens Christoph
Christoph hießen folgende Herrscher:

## Christoph
- Christoph (Werle), Herr zu Werle-Goldberg und Waren (1408–1425)
- Christoph (Bayern-München), der Starke, der Kämpfer, Herzog von Bayern
- Christoph (Hohenzollern-Haigerloch), Graf von Hohenzollern-Haigerloch (1576–1592)
- Christoph (Württemberg), Herzog (1550–1568)

### Christoph I.
- Christoph I. (Dänemark), König (1252–1259)
- Christoph I. (Baden), Markgraf (1475–1515)
- Christoph I. (Ortenburg), Reichsgraf (1524–1551)

### Christoph II.
- Christoph II. (Dänemark), König (1320–1326, 1329–1332)
- Christoph II. (Baden-Rodemachern), Markgraf (1537–1575)

### Christoph III.
- Christoph III. (Dänemark, Norwegen und Schweden), König (1439–1448)

### Kirchliche Herrscher
- Christoph von Schroffenstein (* um 1460; † 1521), Fürstbischof von Brixen
- Christoph von Lamberg († 1579), als Christoph IV. Bischof von Seckau
- Christoph von der Schulenburg (1513–1580), Bischof von Ratzeburg
- Christoph von Trautmannsdorf († 1480), als Christoph I. Bischof von Seckau
- Christoph von Zach (1474–1508), als Christoph II. Bischof von Seckau
- Christoph von Braunschweig-Wolfenbüttel (1487–1558), Erzbischof von Bremen, Bischof von Verden